# Plaga de Atenas

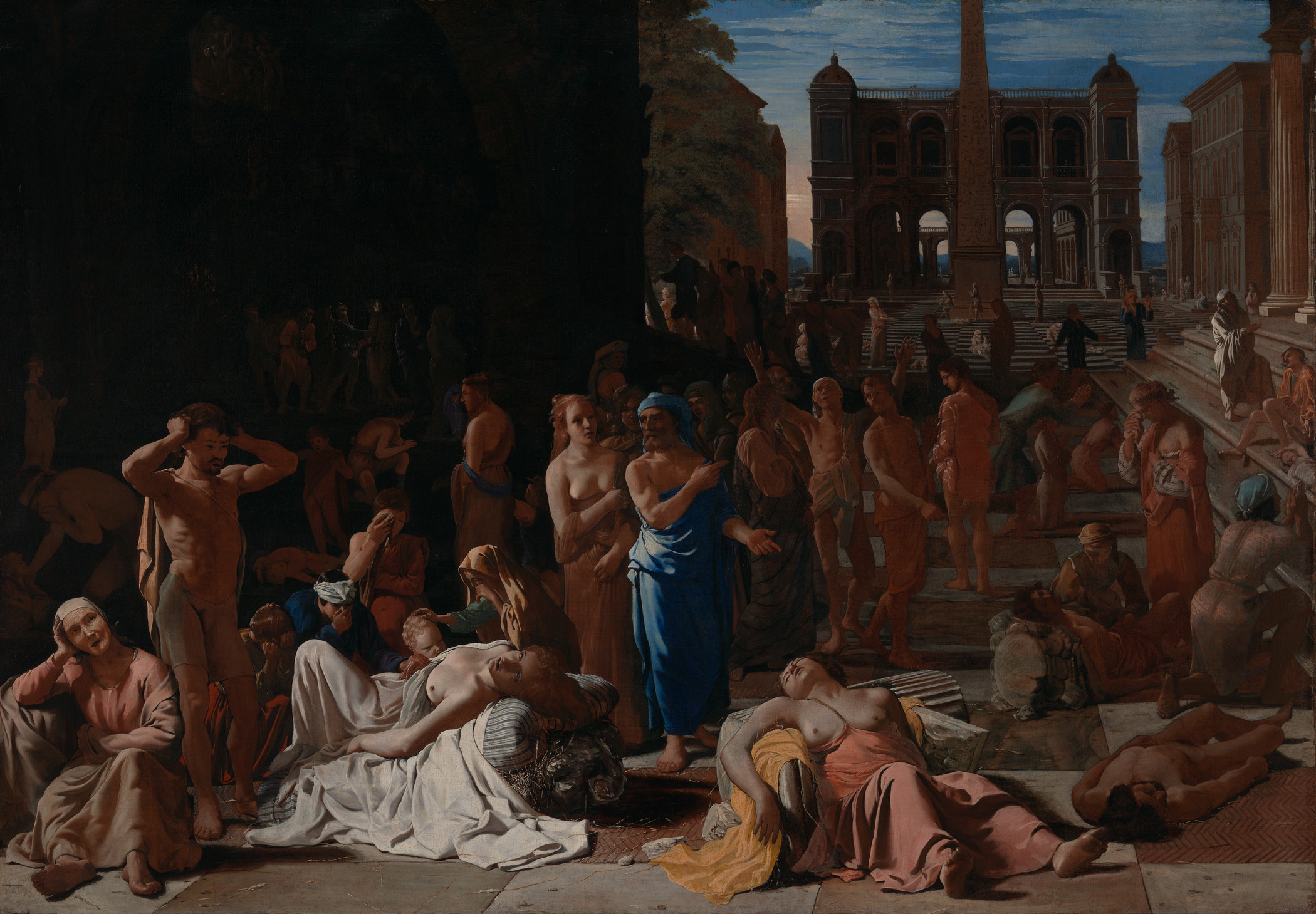
La peste de Atenas (1654), del pintor flamenco Michael Sweerts (1618-1664).

La plaga de Atenas o peste de Atenas fue una epidemia devastadora que afectó principalmente a la ciudad-estado de Atenas en el año 430 a. C., en el segundo año de la guerra del Peloponeso. Se cree que debió llegar a Atenas a través de El Pireo, el puerto de la ciudad y única fuente de comida y suministros. La ciudad-estado de Esparta y gran parte del Mediterráneo oriental también fueron afectados por la epidemia, aunque en menor medida. La plaga volvió en dos ocasiones, en el 429 a. C. y en el invierno del 426 y 425 a. C.
Esparta y sus aliados, con la excepción de la Antigua Corinto, eran casi exclusivamente potencias basadas en tierra firme, capaces de concentrar grandes ejércitos de infantería que eran casi imbatibles. Bajo el mando de Pericles, los atenienses se retiraron tras las murallas de Atenas, esperando mantener a Esparta controlada mientras que su marina superior arrasaba los transportes de tropas espartanos y cortaba las líneas de suministro. Desafortunadamente, la estrategia también llevó a que mucha gente del campo entrase en la ya sobrepoblada ciudad de Atenas. A su vez, gente que vivía fuera de las murallas se desplazó asimismo hacia el área central, convirtiendo a Atenas en el lugar perfecto para el contagio masivo de la enfermedad.
En su Historia de la guerra del Peloponeso (432 a 411 a. C.), el historiador y militar Tucídides (460-396 a. C.) describe la llegada de la epidemia, que comenzó en Etiopía, atravesó Egipto y Libia y llegó luego al mundo griego. La epidemia brotó en la ciudad abarrotada, y Atenas perdió posiblemente un tercio de las personas que se cobijaban tras sus muros. La visión de las piras funerarias ardiendo hizo que el ejército espartano se retirara por temor a la enfermedad. Mató a gran parte de la infantería ateniense, algunos de los marinos más expertos y a su líder, Pericles, que murió en uno de los brotes posteriores en 429 a. C. Tras el fallecimiento de Pericles, Atenas fue dirigida por una sucesión de jefes débiles e incompetentes. Según Tucídides, hasta el año 415 a. C. la población de Atenas no se pudo recuperar lo suficiente como para preparar la desastrosa expedición a Sicilia (415 a 413 a. C.).
Los historiadores modernos no se ponen de acuerdo sobre si la plaga fue un factor crucial o no para la derrota ateniense en la guerra. En cualquier caso, se cree que la pérdida de esta guerra pudo allanar el camino para el éxito de los macedonios y, finalmente, los romanos.
Una moderna teoría culpa a la bacteria Salmonella entérica serovar Typhi (que causa la fiebre tifoidea) como causante de la plaga.